# 텍스트 사용자 인터페이스

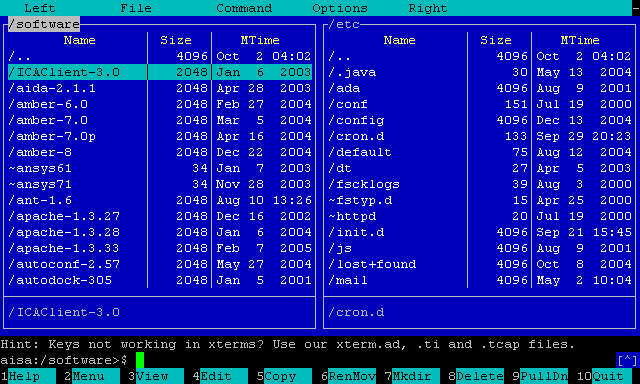
일부 파일 관리자들은 TUI를 구현한다. (여기서는 미드나잇 커맨더)

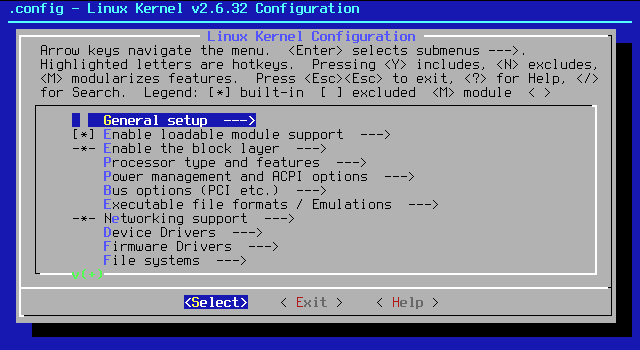
ncurses 기반 이전에 OpenWrt의 리눅스 커널의 구성 메뉴.

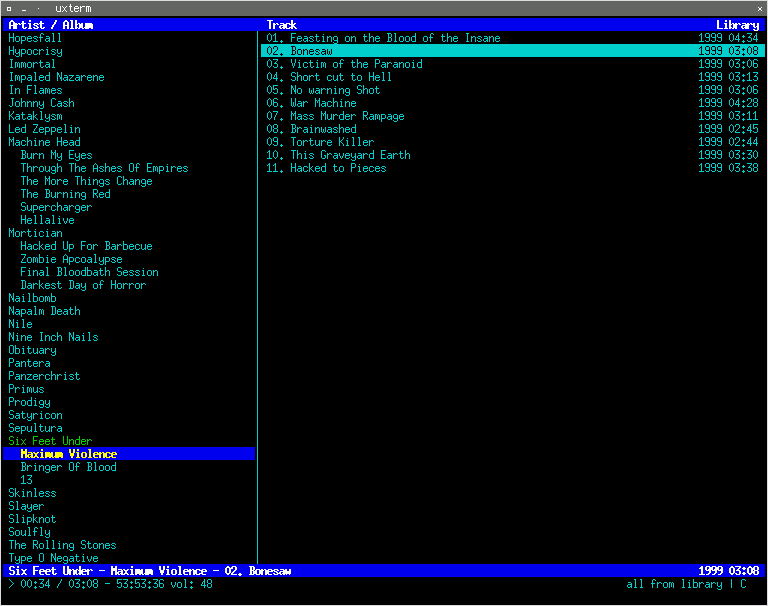
cmus는 TUI를 사용하는 오디오 플레이어이다.

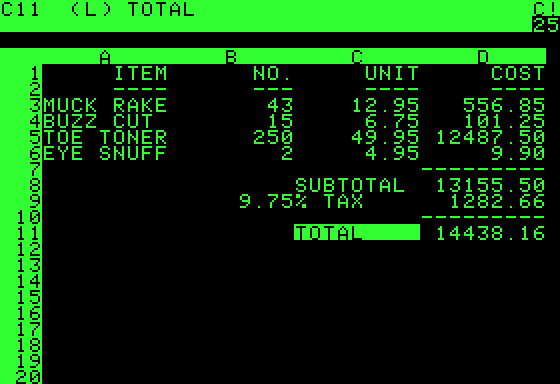
VisiCalc는 TUI의 초기 예이다.

텍스트 사용자 인터페이스(TUI, Text-based user interface)는 문자열 기반 사용자 인터페이스와 구분하기 위해 그래픽 사용자 인터페이스의 발명 뒤에 만들어진 일반화된 낱말이다. 터미널 사용자 인터페이스라고도 한다. GUI처럼 화면 전반을 사용하며 마우스와 다른 입력을 수락할 수 있다. 또, 색을 사용할 수 있으며 ┌와  ╣ 등(유니코드에서는 괘선 문자라고 함)의 특수한 그래픽 문자를 사용하는 화면을 구성하기도 한다. 현대의 문맥에서는 터미널 단말기를 가리킨다.

## ANSI 호환 터미널의 TUI
ANSI 표준 ANSI X3.64는 터미널이 TUI를 구현하도록 만드는 이스케이프 시퀀스의 표준을 정의한다. (ANSI 이스케이프 코드 참조) 그러나 모든 터미널이 이 표준을 따르는 것은 아니며 기능이 많고 호환성이 떨어지는 시퀀스도 또한 존재한다.

## 도스의 TUI
PC 호환기종에서는 BIOS와 MS-DOS가 화면에 문자를 출력하는 수단을 제공하며, ANSI.SYS가 안시 이스케이프 코드를 처리해 준다.

## Win32의 TUI
마이크로소프트 윈도우는 TUI 프로그램을 위한 인터페이스인 윈32 콘솔을 포함하고 있다.

## 같이 보기
- 텍스트 모드
- 명령 줄 인터페이스
- 로그라이크